# Лимбург ан дер Лан
Вижте пояснителната страница за други значения на Лимбург.
Лимбург ан дер Лан (на немски: Limburg an der Lahn; Limburg a. d. Lahn) е окръжен град на окръг Лимбург-Вайлбург в Хесен в Германия с 33 843 жители (към 31 декември 2013).
Разположен е на река Лан. Споменат е в документ през 910 г. с името „Lintpurc“.